# Ascochyta capsici
Ascochyta capsici är en svampart som beskrevs av Bond.-Mont. 1923. Ascochyta capsici ingår i släktet Ascochyta, ordningen Pleosporales, klassen Dothideomycetes, divisionen sporsäcksvampar och riket svampar.   Inga underarter finns listade i Catalogue of Life.